# Mechteld av Geldern
Mechteld av Geldern, född 1325, död 1384, var regerande hertiginna av hertigdömet Geldern mellan 1371 och 1379. Hennes anspråk på hertigdömet Geldern ledde till långdragna tronstrider med hennes syster Maria av Geldern.

## Biografi
Mechteld av Geldern var dotter till Reinoud II, hertig av Geldern (1295–1343) och Sophia Berthout av Mechelen (d. 1329). Hon gifte sig 1336 med Godert, greve av Loon och Chiney (d. 1342); sedan före 22 februari 1348 med Johannes I, greve av Kleve (d. 1368); och tredje gången den 14 februari 1372 i Arnhem med Johannes II av Chatillon, greve av Blois (d. 1381), men förblev barnlös.
Sedan hennes två halvbröder Reinoud III och Edvard avlidit barnlösa år 1371, gjorde Mechteld anspråk på hertigdömet i egenskap av sin fars äldsta överlevande barn. Hon ifrågasattes av sin yngre syster Maria, som gjorde anspråk på Geldern för sig och sin minderåriga son Willem. Geldern hade kvinnlig tronföljd sedan 1295 och Mechteld var arvsberättigad enligt lag, men till skillnad från Maria hade Mechteld inga barn och inga tronarvingar, vilket innebar ett framtida tronföljdsproblem.
Samma år, 1371, träffade systrarna en överenskommelse: de skulle acceptera skiljedomen från ridderskapet och de fyra huvudstäderna Nijmegen, Zutphen, Arnhem och Roermond. Mechteld höll dock inte avtalet. Successionsstriden var direkt kopplad till det inbördeskrig som pågick i Geldern vid den tiden, kallat slaget mellan Heeckerens och Bronkhorsten efter de viktigaste familjerna. Mechteld hade redan gått med i Heeckerens parti; och Maria och hennes man Willem hade valt Bronkhorstens sida. I hennes saks intresse insisterade Mechtelds allierade på att hon skulle gifta sig igen. Hon valde Johan av Chatillon. Ett antal belägringar och strider ägde rum under hans ledning, men efter bara fem månader gav han upp kriget och sitt äktenskap.
Mechteld fortsatte att slåss. Hon fick stöd av hertiginnan Johanna I av Brabant, som hade en personlig fejd med Maria eftersom hennes man Wenceslas var i Marias makes fångenskap. Johanna var svägerska till kejsar Karl IV, vilket gav henne möjlighet att föra Mechtelds talan inför honom. Mechteld fick stöd av biskopen av Utrecht, Arnold van Hoorn, och av Reinoud van Brederode, herre i Gennep. Städerna Geldern delades: vissa valde Mechteld, andra Maria och hennes son Willem, och städer som Venlo och Roermond väntade försiktigt utan att binda sig.
År 1373 beslutade kejsaren att hans brors fångenskap hade varat tillräckligt länge och förberedde sig på att invadera med hjälp av en brabantisk armé och befria sin bror. Genom ingripande av en medlingskommitté släppte Marias make Wenceslas, och uttryckte sin ånger till kejsaren. I gengäld belönade kejsar Karl honom genom att belöna hans son med hertigdömet Geldern och grevskapet Zutphen. Kriget mellan Mechteld och Maria avslutades i praktiken på alla helgons dag 1376.
Ändå försökte Mechteld i ytterligare tre år att strida för sin sak. Vissa städer fortsatte att stödja henne, men Maria son Willem, som nu var myndig, lyckades snabbt vända denna situation till sin fördel. Mechteld förlorade långsamt alla sina allierade. År 1379 avsade hon sig definitivt alla sina rättigheter och avstod från hertigdömet Geldern.